# Catherine Hughes
Irmã Catherine Hughes SND (Gillingham, 27 de abril de 1922 — Liverpool, 22 de março de 2017) foi educadora e religiosa católica inglesa afiliada às Irmãs de Nossa Senhora de Namur. Serviu como superiora geral de sua congregação de 1984 a 1990. Durante seu mandato, as constituições e o diretório revisados das Irmãs de Namur receberam aprovação do Vaticano.

## Biografia
Nasceu em Gillingham, Kent, Inglaterra, em 27 de abril de 1922, a filha do meio de Ellen e George Hughes e foi batizada Kathleen Margaret. Seu irmão mais velho, Bernard, tinha três anos e meio quando ela nasceu, e Peter, o mais novo, nasceu onze anos depois. Os pais de Catherine, ambos de Stockport, estavam morando em Kent porque seu pai, fuzileiro naval da Marinha Real, estava locado em Chatham. Ao ser dispensado depois de 21 anos de serviço, George mudou-se com sua família para Londres. Catherine então tinha sete anos.
Entrou em contato com as Irmãs de Nossa Senhora de Namur quando jovem, na Escola Secundária Notre Dame, em Londres. Catherine ganhou uma bolsa de estudos no King's College para História. Ela foi para lá em 1940, mas devido à guerra, foi evacuada para Bristol. Em 1 de novembro de 1940, a casa de sua família foi bombardeada. Por sorte, ninguém estava em casa naquele dia, mas seis vizinhos morreram. A experiência da guerra deixou Catherine com uma abordagem realista e sensata da vida e da morte.
Depois de completar um bacharelado com honras e de finalizar um trabalho de pós-graduação em educação no King's College, ela lecionou por três anos antes de ingressar na Congregação das Irmãs de Nossa Senhora de Namur em 1947. Catherine permaneceu na comunidade de Ashdown como postulante e noviça até 1950. Ela passou alguns meses em Battersea após sua profissão perpétua e foi então enviada para Teignmouth por dois anos como mestra do sexto ano.
Em 1952, ela foi enviada para a Escola Secundária Notre Dame, Sheffield, como vice-diretora, mas, depois de um ano, ela recebeu uma missão para Mount Pleasant e serviu lá como professora de 1953 a 1966. Catherine então mudou-se para Kirby, onde viveu até 1972 e onde foi diretora da Escola Abrangente Saint Gregory.
Os dons intelectuais de Hughes tornaram-se evidentes para as irmãs em papéis de coordenação na Bretanha. Como diretora do Mount Pleasant College of Education (1972-1978) em Liverpool, sua visão para o futuro resultou posteriormente na fusão bem sucedida de três universidades: Mount Pleasant, Christ's College e Saint Katherine's College (esta última anglicana).
Hughes então tornou-se superiora provincial da província britânica de sua congregação em 1978, tendo ajudado a moldar a Conferência das Superioras Gerais na Inglaterra e em Gales.
Eleita moderadora geral em 1984 no capítulo geral de Namur, Bélgica, ela e seu time, por um período de seis anos, enfrentaram muitos desafios nas novas formas de governo da congregação e pertinentes ao papel das mulheres da Igreja Católica.
A fim de fortalecer os programas para os membros mais novos e para a renovação contínua da congregação no espírito do Vaticano II, a sua coordenação geral deu prioridade à formação permanente.
Ao completar o seu mandato na coordenação geral, Catherine teve uma curta passagem pelo Peru e depois escolheu um ministério na África do Sul com pessoas em estado de pobreza. Em 2005, retornou para a Inglaterra e viveu seus últimos anos na comunidade da Rua Woolton em Liverpool. Aí veio a falecer, aos 94 anos de idade, após doença breve. Seu funeral foi celebrado na Igreja Paroquial de Nossa Senhora da Anunciação e seus restos mortais jazem no cemitério das Irmãs de Nossa Senhora de Namur em Parbold.